# 温水郡
温水郡，中国唐朝时设置的郡。
天宝元年（742年）改禺州置，治所在峨石县（今广西壮族自治区北流市东南）。辖境相当今广西北流市南部、陆川县北部地区。乾元元年（758年）复改禺州。 